# Insaisissables (série de films)
 Pour plus de détails, voir Fiche technique et Distribution
Insaisissables ou Insaisissable (Now You See Me) est une série de films américains basée sur des personnages créés par Boaz Yakin et Edward Ricourt. Le premier film, Insaisissables, sort en 2013. Il met en scène une équipe d'illusionnistes surnommée « Les Quatre Cavaliers » (The Four Horsemen en VO), qui utilisent leurs spectacles pour réaliser des braquages irréalisables et lucratifs. Les films comprennent une Distribution d'ensemble composée de Jesse Eisenberg, Mark Ruffalo, Woody Harrelson, Isla Fisher, Dave Franco, Michael Caine, Lizzy Caplan et Morgan Freeman.
Malgré un accueil critique mitigé, les deux premiers films ont rapporté près de 700 millions de dollars au box-office mondial. le troisième film est prévu pour 2025.

## Films
- 2013 : Insaisissables de Louis Leterrier
- 2016 : Insaisissables 2 (Now You See Me 2 ou parfois Now You See Me: The Second Act) de Jon Chu
- 2025 : Insaisissables 3 (Now You See Me 3) de Ruben Fleischer Date sujette à modification

## Synopsis
Insaisissables (2013)
L'illusionniste Daniel Atlas, son ancienne assistante Henley Reeves, le prestidigitateur pickpocket Jack Wilder et le mentaliste hypnotiseur Merritt McKinney sont recrutés par un mystérieux anonyme. Un an plus tard, ils forment « Les 4 Cavaliers », un groupe d'illusionnistes conduits par le charismatique Daniel Atlas. Ils font d'abord un spectacle à Las Vegas, dans lequel ils surprennent le public en cambriolant, en direct et à distance, une banque en France et en faisant pleuvoir sur le public les billets de banque volés. Puis, à La Nouvelle-Orléans, ils dérobent les millions de leur mécène, Arthur Tressler, un assureur n'ayant pas indemnisé les victimes de l'ouragan Katrina, afin de les répartir sur les comptes bancaires du public, composé d'invités floués par Tressler.
Dylan Rhodes, un agent du FBI, est déterminé à arrêter les illusionnistes avant qu'ils mènent à bien un projet de cambriolage beaucoup plus ambitieux, mais il se voit obligé de faire équipe avec Alma Dray, une détective française d'Interpol dont il se méfie immédiatement. Dans son désespoir devant la difficulté de l'enquête, Dylan contacte Thaddeus Bradley, un animateur de télévision qui démonte les tours des magiciens dans ses émissions. Il leur révèle les secrets des illusionnistes, en les assurant que le vol de la banque a été réussi grâce à des déguisements et des trucages vidéo. Dylan et Alma s'accordent finalement sur le fait que « les Quatre Cavaliers » disposent de l'aide d'une cinquième personne et que sa capture est la clé de l'enquête.
Insaisissables 2 (2016)
Les Quatre Cavaliers infiltrent la société Octa et détournent la soirée de lancement du nouveau logiciel, conduisant le FBI à leur emplacement. Le spectacle est inopinément interrompu par un mystérieux individu qui révèle au monde que Wilder, laissé pour mort, est en fait bien vivant et que Rhodes est une taupe au sein du FBI, forçant Dylan à échapper à son nouveau patron, Natalie Austin. Pendant leur fuite, les cavaliers entrent dans leur tube d'échappement sur un toit, mais au lieu d'atterrir dans leur camion, ils émergent en Chine, à Macao, où ils sont capturés par des mercenaires dirigés par le frère jumeau de Merritt, Chase McKinney. Ce dernier les amène à son employeur, Walter Mabry, prodige de la technologie passant pour mort et ancien partenaire d'affaires d’Owen Case.
Insaisissables 3 (2025)

## Fiche technique
| Titre                      | Insaisissables (2013)           | Insaisissables 2 (2016)         | Insaisissables 3 (2025)                      |
| -------------------------- | ------------------------------- | ------------------------------- | -------------------------------------------- |
| Titre québécois            | Insaisissable                   | Insaisissable 2                 | Insaisissable 3                              |
| Titre original             | Now You See Me                  | Now You See Me 2                | Now You See Me: Now You Don't                |
| Réalisation                | Louis Leterrier                 | Jon Chu                         | Ruben Fleischer                              |
| Scénario                   | Ed Solomon                      | Ed Solomon                      | Ed Solomon                                   |
| Scénario                   | Edward Ricourt                  | Peter Chiarelli (histoire)      | Seth Grahame-Smith                           |
| Scénario                   | Boaz Yakin                      |                                 | Boaz Yakin                                   |
| Scénario                   |                                 | Eric Warren Singer              |                                              |
| Production                 | Bobby Cohen (en)                | Bobby Cohen (en)                | Bobby Cohen (en)                             |
| Production                 | Roberto Orci                    |                                 |                                              |
| Production                 | Alex Kurtzman                   |                                 |                                              |
| Montage                    | Robert Leighton                 | Stan Salfas                     | NC                                           |
| Montage                    | Vincent Tabaillon               | Stan Salfas                     | NC                                           |
| Photographie               | Mitchell Amundsen               | Peter Deming                    | George Richmond                              |
| Photographie               | Larry Fong                      | Peter Deming                    | George Richmond                              |
| Musique                    | Brian Tyler                     | Brian Tyler                     | NC                                           |
| Dates de sortie États-Unis | 31 mai 2013                     | 10 juin 2016                    | 14 novembre 2025 Date sujette à modification |
| Dates de sortie France     | 31 juillet 2013                 | 27 juillet 2016                 | 12 novembre 2025 Date sujette à modification |
| Durée                      | 115 minutes                     | 129 minutes                     | NC                                           |
| Budget                     | 75 millions de $                | 90 millions de $                | NC                                           |
| Genre                      | thriller, film de casse, action | thriller, film de casse, action | thriller, film de casse, action              |
| Distribution États-Unis    | Lionsgate                       | Lionsgate                       | Lionsgate                                    |
| Pays de production         | États-Unis                      | États-Unis                      | États-Unis                                   |
| Pays de production         | France                          | Hong Kong                       |                                              |

## Distribution
| Personnages             | Films                      | Films                                 | Films                   |
| Personnages             | Insaisissables (2013)      | Insaisissables 2 (2016)               | Insaisissables 3 (2025) |
| Les Quatre Cavaliers    | Les Quatre Cavaliers       | Les Quatre Cavaliers                  | Les Quatre Cavaliers    |
| ----------------------- | -------------------------- | ------------------------------------- | ----------------------- |
| J. Daniel "Danny" Atlas | Jesse Eisenberg            | Jesse Eisenberg                       | Jesse Eisenberg         |
| Dylan Rhodes (Shrike)   | Mark Ruffalo               | Mark RuffaloWilliam Henderson (jeune) | Mark Ruffalo            |
| Merritt McKinney        | Woody Harrelson            | Woody Harrelson                       | Woody Harrelson         |
| Henley Reeves           | Isla Fisher                |                                       | Isla Fisher             |
| Jack Wilder             | Dave Franco                | Dave Franco                           | Dave Franco             |
| Lula May                |                            | Lizzy Caplan                          |                         |
| Autres personnages      |                            |                                       |                         |
| Thaddeus Bradley        | Morgan Freeman             | Morgan Freeman                        | Morgan Freeman          |
| Arthur Tressler         | Michael Caine              | Michael Caine                         |                         |
| l'agent Cowan           | David Warshofsky           | David Warshofsky                      |                         |
| Alma Dray               | Mélanie Laurent            |                                       |                         |
| l'agent Evans           | Common                     |                                       |                         |
| l'agent Fuller          | Michael Kelly              |                                       |                         |
| Jasmine Tressler        | Caitriona Balfe            |                                       |                         |
| Walter Mabry            |                            | Daniel Radcliffe                      | Daniel Radcliffe        |
| Lionel Shrike           | Elias Koteas (non crédité) | Richard Laing                         |                         |
| Chase McKinney          |                            | Woody Harrelson                       |                         |
| Li                      |                            | Jay Chou                              |                         |
| Bu Bu                   |                            | Tsai Chin                             |                         |
| l'agent Natalie Austin  |                            | Sanaa Lathan                          |                         |
| Allen Scott-Frank       |                            | Henry Lloyd-Hughes                    |                         |

## Accueil

### Critique
| Films            | Rotten Tomatoes     | Metacritic            | AlloCiné                    |
| ---------------- | ------------------- | --------------------- | --------------------------- |
| Insaisissables   | 50% (169 critiques) | 50/100 (35 critiques) | 2,3⁄5 (16 titres de presse) |
| Insaisissables 2 | 33% (195 critiques) | 46 (33 critiques)     | 2,9⁄5 (10 titres de presse) |

### Box-office
| Films            | Box-office                              | Box-office         | Box-office     | Box-office    | Entrées France | Budget        | Réf.   |
| Films            | Week-end d'ouverture (Amérique du Nord) | États-Unis/ Canada | Reste du monde | Mondial       | Entrées France | Budget        | Réf.   |
| ---------------- | --------------------------------------- | ------------------ | -------------- | ------------- | -------------- | ------------- | ------ |
| Insaisissables   | 29 350 389 $                            | 117 723 989 $      | 234 000 000 $  | 351 723 989 $ | 3 005 837      | 75 000 000 $  | ,      |
| Insaisissables 2 | 22 383 146 $                            | 65 075 540 $       | 269 825 797 $  | 334 901 337 $ | 2 106 456      | 90 000 000 $  | ,      |
| Totaux           | Totaux                                  | 182 799 529 $      | 503 825 797 $  | 686 625 326 $ | 5 112 293      | 165 000 000 $ | [ 12 ] |